# Кристиан Вигенин
Кристиан Иванов Вигенин е български политик, народен представител в XL (2005 — 2007 г.) и XLIII народно събрание (2014 — 2017 г.), заместник-председател на XLIV, XLV, XLVI, XLVII, XLVIII и XLIX народно събрание (2017 — 2024 г.), евродепутат (2007; 2007 — 2007; 2009 — 2013 г.; от 2024 г.), министър на външните работи в правителството на Пламен Орешарски (2013 — 2014 година).

## Биография

### Ранен живот и образование
Кристиан Вигенин е роден на 12 юни 1975 г. в град София, България. През 1998 г. завършва Университета за национално и световно стопанство, специалност „Международни отношения“ и „Макроикономика“. През 2001 г. прави специализация по Програмата по международно лидерство и икономическо развитие в Института за държавна администрация „Джон Кенеди“ в Харвардския университет, САЩ.

### Професионална и политическа кариера
Политическата дейност на Вигенин започва през септември 1994 г., когато е на 19 години и става един от учредителите на Българската социалистическа младеж (БСМ). От ноември 1995 до март 1999 г. е съветник от квотата на БСП в Районен съвет Подуяне. До ноември 2000 г. заема следните постове в БСМ: член на Изпълнителното бюро на БСМ, секретар по международната дейност и заместник-председател на Националния съвет.
От май 2000 г. е избран за член на Висшия съвет на БСП, като от декември 2001 г. е член на Изпълнителното бюро на Висшия съвет, а от юни 2002 г. – секретар на Висшия съвет. От декември 2005 г. ръководи Комисията по външна политика и международни връзки на Висшия съвет на БСП. Народен представител в XL народно събрание от „Коалиция за България“.
От 26 август 2005 до 31 декември 2006 г. е наблюдател в Европейския парламент. От 1 януари 2007 г. е член на ЕП, където участва в Комисията по външни работи и в Делегацията за връзки с държавите от Югоизточна Азия и Асоциацията на държавите от Югоизточна Азия (АСЕАН). От март 2007 г. е заместник-председател на Групата на Партията на европейските социалисти.
За изборите за членове на Европейския парламент през 2007 г. Вигенин е посочен за водач кандидатската листа на коалиция Платформа Европейски социалисти – Българска социалистическа партия и партия „Движение за социален хуманизъм“. 
Кристиан Вигенин е избран за външен министър в програмното правителство на Пламен Орешарски на 29 май 2013 година.
Между 2017 и 2024 г. е заместник-председател на шест легислатури. На изборите за членове на Европейския парламент през 2024 г. е избран за евродепутат.